# Xavier Becerra
Xavier Becerra (* 26. ledna 1958 Sacramento, Kalifornie) je americký politik a právník. V letech 2021–2025 zastával úřad ministra zdravotnictví a sociální péče Spojených států amerických ve vládě Joea Bidena, jakožto první Latinoameričan v této funkci.
Po ukončení právnické fakulty Stanfordovy univerzity v roce 1984 pracoval ve společnosti právní pomoci ve středním Massachusetts, než se po dvou letech vrátil do Kalifornie na pozici interního asistenta místního senátora Arta Torrese. Na kalifornském ministerstvu spravedlnosti byl v období 1987–1990 zástupcem nejvyššího státního zástupce Johna Van de Kampa. Pozici opustil po zvolení do dolní komory Kalifornie, kde vykonával v letech 1990 až 1992 mandát jedno funkční období za 59. okrsek. Roku 2001 neuspěl v demokratických primárkách voleb na starostu Los Angeles.
Jako člen Sněmovny reprezentantů USA zastupoval mezi roky 1993–2013 okrsky losangeleského Downtownu. V rámci kongresmanů Demokratické strany předsedal v období 2013–2017 demokratickému stranickému výboru Sněmovny, zodpovědnému za nominaci a volbu demokratických vůdců dolní komory. V letech 2017–2021 byl pak ministrem spravedlnosti Kalifornie z pozice nejvyššího státního zástupce nejlidnatějšího státu unie, jako první Latinoameričan v úřadu. Na funkci rezignoval v březnu 2021, aby se ujal úřadu ministra zdravotnictví a sociální péče v Bidenově kabinetu, kde nahradil republikána Alexe Azara sloužícího do ledna téhož roku v Trumpově vládě.

## Mládí a vzdělání
Narodil se roku 1958 v kalifornském Sacramentu do rodiny Manuela Guerrery a Marie Teresy Becerrových, kteří vykonávali dělnické profese. Otec se narodil ve Spojených státech a vyrostl v mexické Tijuaně, zatímco matka pocházela z Guadalajary. Dětství prožil v jednopokojovém bytě s rodiči a třemi sestrami.
Po ukončení střední školy C. K. McClatchyho v centru Sacramenta v roce 1976 nastoupil na španělskou univerzitu v Salamance, kde strávil akademický rok 1978–1979. Bakalářský obor ekonomie dokončil na Stanfordově univerzitě v roce 1980 (BA), čímž se stal prvním vysokoškolsky vzdělaným členem rodiny. Jako doktor práv (JD) promoval roku 1984 na stanfordově právnické fakultě. V následujícím roce vstoupil do kalifornské profesní komory State Bar of California.

## Ministr zdravotnictví a sociální péče
Po listopadovém vítězství Joea Bidena v amerických prezidentských volbách 2020 byl považován za hlavního kandidáta na pozici ministra zdravotnictví a sociální péče. Na začátku prosince pak deník New York Times přinesl informaci, že se stal Bidenovým nominantem do čela rezortu. Jeho volbu kritizovali konzervativní lídři hnutí pro-life a organizace Amerických studentů pro život, upozorňující na Becerrovu „chybějící zkušenost v oblasti zdravotní péče a přezíravý postoj k názorům věřících lidí“.
Zvolený prezident Biden oficiálně zveřejnil záměr jeho nominace 7. ledna 2021. Po odeslání nominační listiny do Senátu se v horní komoře 23. února téhož roku Becerra zúčastnil slyšení před výborem pro zdravotnictví, vzdělání, práci a důchody a další den před finančním výborem, který nevydal doporučující stanovisko pro paritu demokratických a republikánských hlasů 14 : 14. Na plénu Senátu však byla 18. března 2021 nominace potvrzena nejtěsnějším poměrem 50 : 49. Pro hlasovalo všech 47 přítomných demokratů, 2 nezávislí a rozdílový hlas přidala republikánská senátorka Susan Collinsová z Maine. Naopak havajská demokratická senátorka Mazie Hironová se zasedání nezúčastnila. Úřadu se ujal složením přísahy do rukou viceprezidentky Kamaly Harrisové.

## Soukromý život
Xavier Becerra je ženatý s lékařkou Carolinou Reyesovou, s níž má tři dcery. Stal se členem washingtonského think tanku Inter-American Dialogue, orientovaného především na mezinárodní vztahy západní hemisféry.

## Galerie

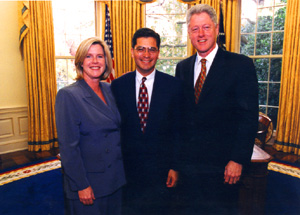
Druhá dáma Tipper Goreová, kongresman Xavier Becerra a prezident Bill Clinton v Oválné pracovně
- Videozáznam Becerrovy ministerské přísahy do rukou viceprezidentky Kamaly Harrisové